# LINE Shopping
LINE Shopping（中文：LINE購物） 為LINE提供的導購及回饋點數的行動電商聯盟平台，提供消費者在各大購物網站比價功能及提供額外回饋，如消費特定商家即可獲得LINE POINTS點數回饋等機制。

## 歷史
2018年1月18日上線。

## 服務項目
以LINE帳號（需設定為台灣電話號碼）登入LINE購物，可於合作商家間搜尋比價、瀏覽回饋點數及購買商品。
- 商品搜尋比價
- 合作店家搜尋
- 購物精選文章
- 優惠折扣碼取得
- 商品收藏
- 連結至合作商家購買商品[4]

## 外部連結
官方網站
- LINE購物 （页面存档备份，存于）